# ウィリアム・パーマー (犯罪者)
ウィリアム・パーマー（William Palmer、1824年8月6日 - 1856年6月14日）は、19世紀イギリスの医者・殺人者である。19世紀で最も悪名高い殺人事件の犯人。ルージリーの毒殺者または毒殺の王子とも呼ばれた。チャールズ・ディケンズはパーマーを「今までオールド・ベイリー(中央刑事裁判所)に立った者の中で最大の悪党」と呼んだ。
パーマーは1855年に友人のジョン・クックを殺害した罪で有罪判決を受け、翌年、公開の場で絞首刑に処された。パーマーはクックをストリキニーネで毒殺した他にも、兄弟や義母、4人の子供など数人を毒殺した疑いがある。パーマーは、妻と兄弟の死で生命保険金を受け取り、また裕福な母親から数千ポンドを騙し取って大金を手にしたが、すべて競馬で失った。

## 前半生と毒殺ではないかと疑われるもの
ウィリアム・パーマーは、サラ・パーマーとジョセフ・パーマー夫妻の8人兄弟の第6子として、スタッフォードシャーのルージリーに生まれた。父は木挽きとして働いていたがウィリアムが12歳のときに死亡し、サラに70,000ポンドの遺産を残した。
パーマーは、17歳のときにリバプールで薬局で見習いとして働いていたが、金銭を盗んだという疑いを受けて3か月後に解雇された。その後、ロンドンで医学を学び、1846年8月に内科医の資格を取得した。その年の後半に、スタッフォードシャーに戻り、リトル・ヘーウッド(Little Haywood)のパブ「ラム・アンド・フラッグ」で配管工兼ガラス工のジョージ・アブリー(George Abley)に出会い、酒飲み勝負を挑んだ。アブリーはそれに応じ、1時間後に家に運ばれ、その夕方にベッドで死亡した。死に関与したことは何も証明されなかったが、地元の人々はパーマーがアブリーの魅力的な妻に特別な感情を抱いていたことに気づいていた。
パーマーは故郷ルージリーに戻り医師として開業し、1847年10月7日に、アボッツ・ブロムリー(Abbots Bromley)の聖ニコライ聖堂で、アン・ソーントン(Ann Thornton、1827年生まれ。母親が大佐ブルックスという人物の情婦であったためにブルックスとしても知られる）と結婚した。彼の新しい義母(同名の)アン・ソーントンは、1834年に大佐ブルックスが自殺した後、8,000ポンドの財産を相続していた。義母ソーントンは、パーマーが滞在して2週間後、1849年1月18日に死亡した。義母はパーマーに金銭を貸していたことで知られている。高齢の医師バンフォードは、死因を脳卒中とした。パーマーは、自分と妻が得た遺産が期待より少額であったため失望した。
パーマーは競馬に興味を持つようになり、競馬で出会ったレナード・ブレーデン(Leonard Bladen)から借金した。ブレーデンはパーマーに600ポンドを貸したが、1850年5月10日にパーマーの家でもだえ死にした。パーマーの妻は、ブレーデンが競馬で勝って大金を得たばかりにもかかわらず、ほとんど所持金がほとんどないまま死亡したことに驚いた。彼の賭け金帳もなくなっていたため、彼がパーマーに金銭を貸したという証拠はなかった。ブレーデンの死亡診断書には、パーマーが「死亡時に立ち会っていた」と記載され、死因を「股関節の負傷、5,6か月; 骨盤内膿瘍」と記されていた。
パーマーの長男ウィリアム・ブルックス・パーマー(William Brookes Palmer)は、1848年末頃に生まれ、1849年1月に洗礼を受けた。彼は父親よりも長生きし、1926年4月29日に死亡した。パーマー夫妻にはさらに4人の子供ができたが、その全員が幼児期に死亡した。それぞれの子供の死因は「けいれん」とされている。
- エリザベス・パーマー(Elizabeth Palmer) -- 1851年1月6日に死亡。死亡時に生後約2か月半。
- ヘンリー・パーマー(Henry Palmer) -- 1852年1月6日に死亡。生後約1か月。
- フランク・パーマー(Frank Palmer) -- 1852年12月19日に、生後わずか7時間後に死亡。
- ジョン・パーマー(John Palmer) -- 1854年1月27日に死亡。生後3日か4日。

当時は乳児死亡が珍しくなかったため、子供らの死亡は当初疑わしいものとされなかった。1856年のパーマーの有罪判決後、パーマーが口減らしのために子供らに毒を投与したのではないかという憶測が流れた。1854年までに、パーマーは多額の借金を抱え、債権者らに返済するために母親の署名の偽造に頼っていた。彼は妻アンにプリンス・オブ・ウェールズ保険会社(Prince of Wales Insurance Company)の生命保険をかけ、13,000ポンドの保険に対して保険料750ポンドを支払った。1854年9月29日に、妻アン・パーマーがわずか27歳で死亡した。3回目のコレラ大流行がイギリスを襲っていたため（全国で23,000人が死亡した）、アンはコレラが原因で死亡したと考えられた。

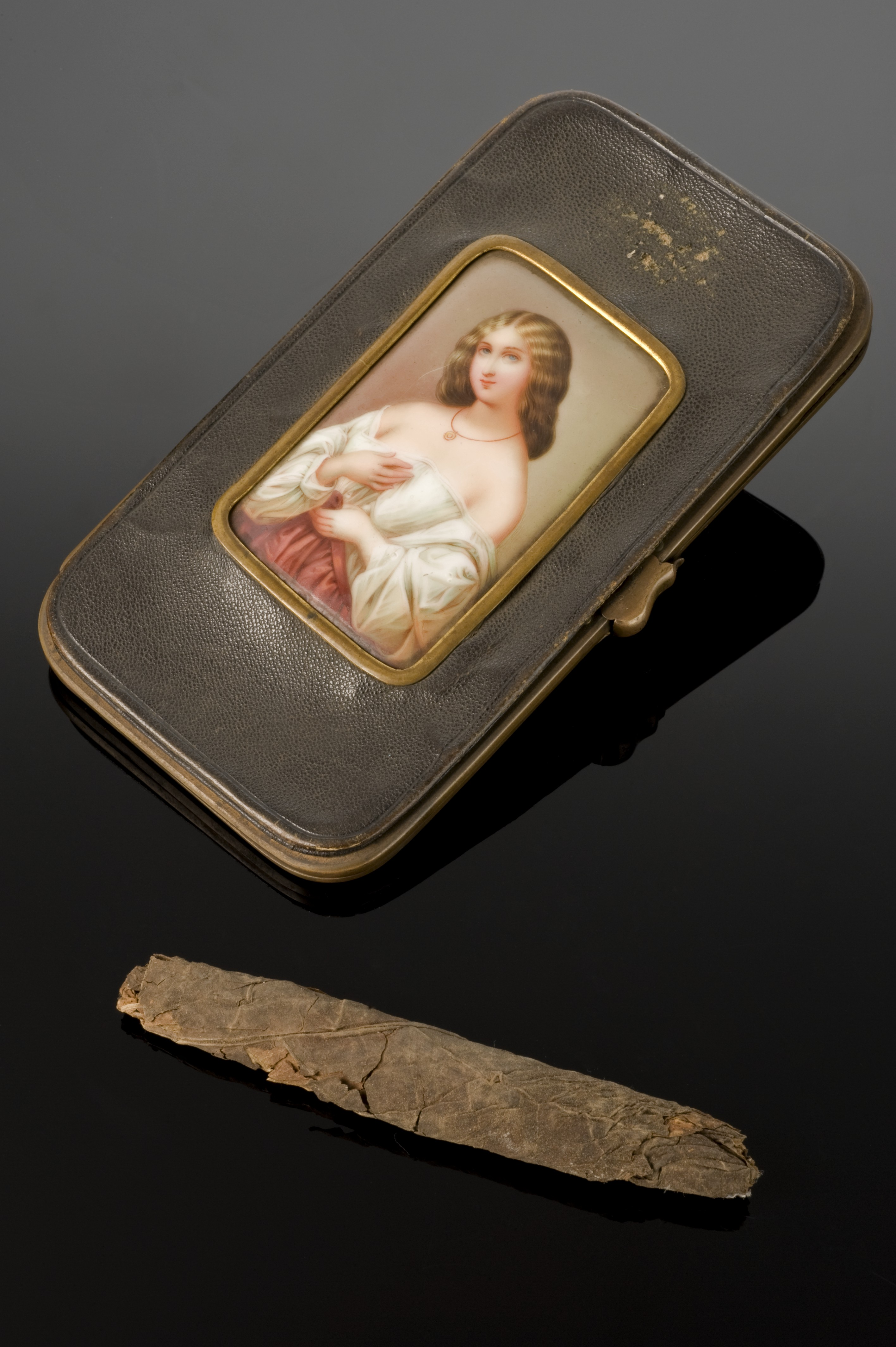
Dr. ウィリアム・パーマーの葉巻入れと葉巻、フランス製、1840年 - 1856年

パーマーは依然として多額の借金があり、債権者2人から（それぞれ12,500ポンドと10,400ポンドを借りていた）母親に詐欺を暴露すると脅迫されたため、弟のウォルター(Walter)に84,000ポンドの生命保険をかけようとした。そのような金額で保険をかけることをいとわない会社を見つけられず、代わりにプリンス・オブ・ウェールズ保険会社(Prince of Wales Insurance Company)に戻り、14,000ポンドの保険に対して保険料780ポンドを支払った。弟のウォルターは飲んだくれで、すぐに兄のパーマーに頼るようになった。パーマーは1日に数本のジンおよびブランデーを与えた。ウォルターは1855年8月16日に死亡した。しかし、保険会社は支払いを拒否し、調査のため調査官のシンプソン(Simpson)とフィールド(Field)を派遣した。調査官2名は、パーマーが短期間雇っていた農夫のジョージ・ベイト(George Bate)に10,000ポンド相当の生命保険をかけようとしていたことをみつけた。調査官2名は、ベイトが保険契約の詳細について誤った情報を与えられているか、でなければ嘘をついていることを突き止め、「会社は死んだ弟の生命保険を支払わない」ことをパーマーに知らせ、弟の死亡についてさらなる調査をすることを勧告した。
このころ、パーマーは家政婦のエリザ・サーム(Eliza Tharme)と不倫関係にあった。1855年6月26日／27日に、サームがパーマーの非嫡出子アルフレッド(Alfred)を出産したため、パーマーの経済的負担が増大した。パーマーは、生活と借金が制御不可能になり、旧友ジョン・クックの殺害を計画した。

## ジョン・クック殺害
ジョン・パーソンズ・クック(John Parsons Cook)は、12,000ポンドの財産を相続した病弱な青年で、パーマーの友人であった。1855年11月に、2人組はシュルーズベリーハンディキャップ・ステークスに参加し、11月13日と15日の間にさまざまなウマに賭けた。クックは「ポールスター」に賭けて3,000ポンドを勝ち取った。対して、パーマーは「ザ・チキン」に賭けて大敗けした。クックとパーマーは地元の飲酒施設レーブン(Raven)で祝賀パーティーを開いた。11月14日すでに、クックは、ジンで喉をやけどした、と訴えた。それに応えて、パーマーは当惑した傍観者にクックのグラスに何も異常がないことを納得させようとする騒ぎを起こした。その後、クックの体調は悪化し、ジョージ・ヘリング(George Herring)とイシュマエル・フィッシャー(Ishmael Fisher)という友人2人に、「くそ忌々しいパーマーがオレに薬を盛ったんだと思う」と語った。11月15日に、パーマーとクックはルージリーに戻り、クックはタルボット・アームズ(Talbot Arms)に1部屋予約した。
11月14日早くに、パーマーはプラット(Pratt)という債権者から手紙を受け取った。プラットは「もしパーマーがすぐに返済しないならば、母親を訪ね金銭を要求する」と脅した。翌日、パーマーは競馬で、とある馬に大金を賭けて負けた。
病気から回復したようにみえたクックは、11月17日にパーマーと会って飲んだが、すぐにまた具合が悪くなった。この時点で、パーマーがクックの面倒を見ることになった。クックの事務弁護士ジェレミア・スミス(Jeremiah Smith)は、ジンを1瓶送った。ジンが送られる前に、パーマーはそれを持っていた。女中エリザベス・ミルズ(Elizabeth Mills)はジンを一口飲んで具合が悪くなった。クックに残りのジンが与えられ、彼の嘔吐はかつてないほど悪化した。翌日、パーマーはクックの代わりに賭け金を集め始め、1,200ポンドを持ち帰った。それから、パーマーはソルト医師の診療所でストリキニーネを3粒購入し、2つの錠剤に入れ、クックに投与した。11月21日、パーマーがアンモニアを2錠投与して間もなく、午前1時頃にクックは息がつまると叫びながらもだえ死にした。
11月23日に、クックの義父ウィリアム・スティーブンス(William Stevens)が家族の代理として到着した。パーマーは、故人が賭け金帳を紛失したことを知らせ、ひとたび賭博者が死亡すれば全ての賭けが取り消されるため、賭け金帳は役に立たないことを、伝えた。パーマーはスティーブンスに、クックには4000ポンドの未払い金があることも伝えた。スティーブンスは検死審問を要求し、認められた。一方、パーマーは80歳のバンフォード医師から死亡診断書を取得し、それには死因が「脳卒中」と記載されていた。
クックの遺体の検死は、11月26日にタルボット・アームズ(Talbot Arms)で、ハーランド医師その他の多くの見物人が立ち会う中、医学生のチャールズ・デボンシャー(Charles Devonshire)と助手チャールズ・ニュートン(Charles Newton)によって行われた。ニュートンは酒に酔っており、パーマー自身がニュートンにぶつかり胃の内容物を瓶に入れて「保管」し検査を妨げた。それらの瓶は毒物学者アルフレッド・スウェーン・テーラー(Alfred Swaine Taylor)に送られたが、テーラーはこういう質の悪いサンプルは役に立たないと訴え、2回目の検死が11月29日に行われた。郵便局長サミュエル・チェシャー(Samuel Cheshire)は、パーマーのために検死官宛ての手紙複数を横取りした。チェシャーは後に郵便を妨害したとして訴追され、2年の刑を科された。また、パーマーは検視官に手紙を書き、死因を自然死にするよう要求し、手紙に10ポンド紙幣を同封して送った。
テーラーは、毒の証拠を見つけられなかったが、それでもクックが毒殺されたと確信していると述べた。死因審問の陪審は12月15日に評決を下し、「故人はウィリアム・パーマーによって故意に投与された毒のために死亡した」と述べた。当時、この評決は検死審問で合法的に受け継がれる可能性があった。

## 逮捕と公判

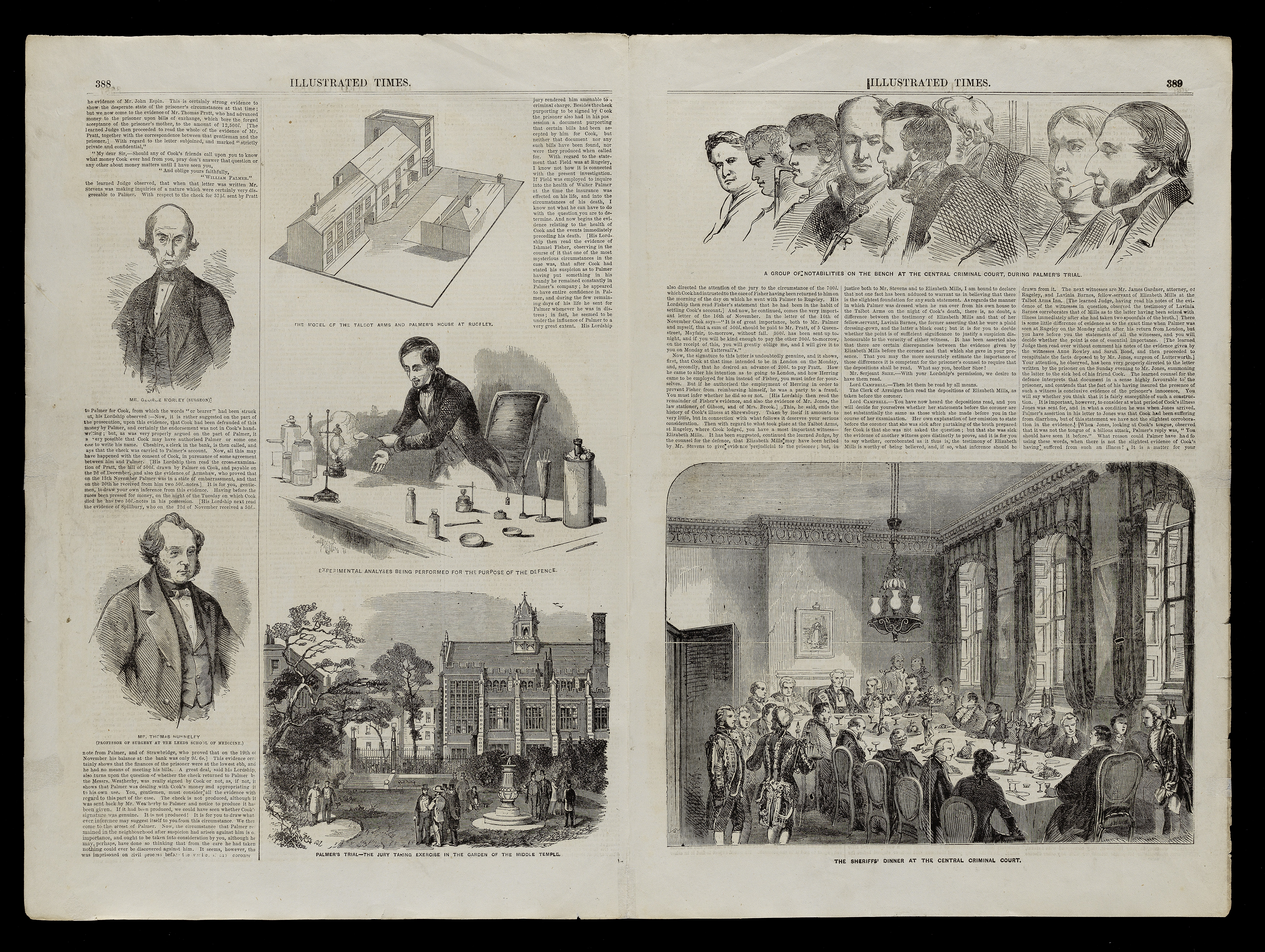
ウィリアム・パーマーの公判に関する見開き特集　『Illustrated Times』1856年5月27日

パーマーは殺人と偽造の容疑で逮捕され（パーマーが母親の署名を偽造していた疑いを、ある債権者が警察に伝えた）、スタッフォード刑務所に拘留された。パーマーはハンガー・ストライキを行うと脅した。しかし、刑務所長が強制摂食になると告げると、パーマーは撤回した。
事件と彼の子供らの死亡の詳細な説明が地元の新聞によって印刷されたスタッフォードシャーでは公正な陪審が見つからないと感じられたために、ロンドンのオールド・ベーリーでの公判の開催を許可するために、議会法(Act of Parliament)（1856年の中央刑事裁判所法(Central Criminal Court Act 1856)）が、可決された。しかしながら、もうひとつの仮説は、パーマーはルージリーで人気のある人物であったし、スタッフォードシャーの陪審によって有罪とされることはなかったであろうというものである。この意味は、有罪判決を確実にするために、公判の場所が政治的な理由で移動されたということである。
首席判事キャンベル(パーマーの裁判の上級裁判官)は、もしパーマーがスタッフォード巡回裁判所(Stafford Assizes Court)で公判に付されていたら彼は無罪であることが判明したであろう、と自伝で示唆した。
内務大臣は、パーマーの妻アンと弟ウォルターの遺体を掘り起こし再検査するように命じた。弟ウォルターの遺体はあまりにもひどく腐敗していたが、アンの身体の全器官でテーラー医師はアンチモンを検出した。
パーマーの弁護は、上級弁護士ウィリアム・シー(William Shee)氏が率いた。被告人側弁護は裁判官から不利な論評を受けた。なぜならシーが、職業上の行為のすべての規則と慣習に反して、自分はパーマーは無実であると個人的に信じている、と陪審に語ったためである。アリグザンダー・コックバーン卿・第12代準男爵(Sir Alexander Cockburn, 12th Baronet)とジョン・ウォルター・ハドルストン(John Walter Huddleston)の検察チームは、優れた法医学的思考力を持ち、特に弁護人側の証人ジェレミア・スミスを論破するなど力強かった。スミスは、書類に署名があったにもかかわらず、パーマーが弟に生命保険をかけていたことを知らなかったと主張していた。判決のあと、パーマーは、コックバーンの反対尋問について「(負けたのはコックバーンの尋問の）手綱さばきのせいだ」と競馬の比喩を使って賞賛した。
状況証拠が明るみに出た。
- 女中エリザベス・ミルズは「クックが死に際にパーマーを殺人で非難した」と述べた。
- チャールズ・ニュートンは「パーマーがストリキニーネを購入しているのを見た」と陪審に語った。
- 薬剤師のソルト氏は、パーマーがイヌ1匹を毒殺するために使用すると信じてストリキニーネを売ったことを認めた。また、自法律で義務付けられている毒物帳に販売を記録しなかったことを認めた。
- 別の薬剤師チャールズ・ロバーツも、毒物帳に販売を記載せずにパーマーにストリキニーネを売ったことを認めた。

パーマーの財政状況も説明され、金貸しのトマス・プラット(Thomas Pratt)は、60％の利子で被告人に金銭を貸した、と裁判所に告げた。また、銀行経営者ストーブリッジ氏(Stawbridge)は、1855年11月3日の時点でパーマーの銀行残高が9ポンドであったことを確認した。
クックの死因は、双方が医学的証人らを連れてきて熱く論争された。ストリキニーネ中毒の症例を実際に経験をした医学的証人はほとんどいなかったし、彼らの証言は21世紀の基準だったら説得力に欠けるものだろう。
- 医師バンフォードは病気であったし、脳充血として彼の述べられた原因は、他の証人らによって却下された。検察は陪審に、彼は老年期に精神的に容疑者になっていた、と語った。
- アルフレッド・スウェーン・テーラー(Alfred Swaine Taylor)を含む検察の証人らは、死因を「ストリキニーネによる破傷風」と述べた[1]。
- シーは、検察側の主張が正しければ「毒物を発見するのにこれほど好都合な状況はかつてなかったのに、何も発見されなかった」と述べて主張をまとめた[1]。シーは、毒物は胃の中に見つかるべきだったと述べる15人の医学的証人を呼び出した[1]。

検察側が最終弁論を行い、パーマーは債務者監獄を逃れるために必死に金を必要とし、金のために友人を殺害し、検死を妨害して跡形をかくした男というイメージが描かれた。陪審員は1時間強の審議を経て有罪の評決を下した。。キャンベル裁判官は死刑判決を宣告したが、パーマーからは何の反応もなかった。

## 死刑

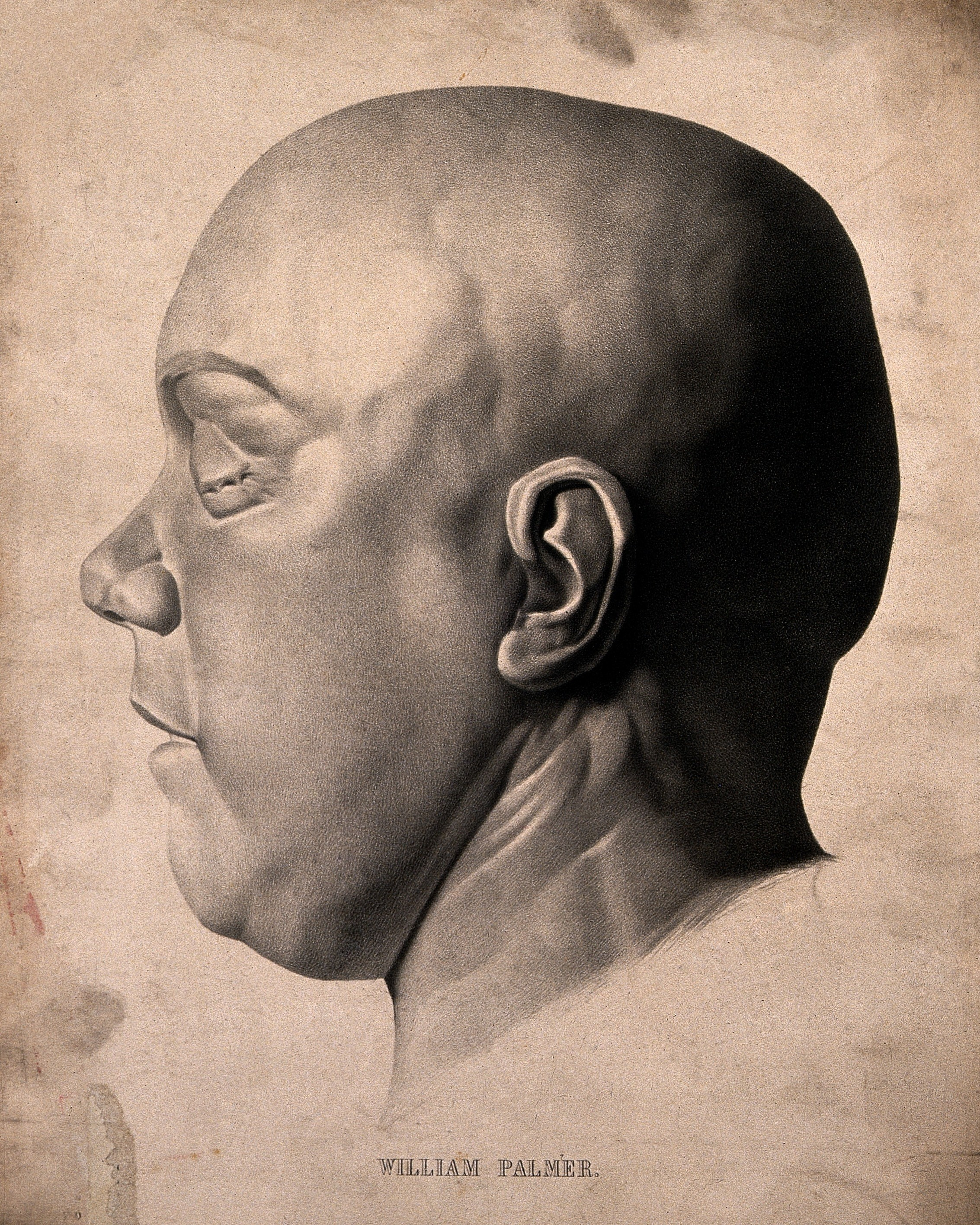
ウィリアム・パーマーのデスマスクのリトグラフ

1856年6月14日に、約3万人がスタッフォード刑務所で、ジョージ・スミス(George Smith)の手によるパーマーの公開処刑を見た。パーマーは絞首台に足を踏み入れたとき、落とし戸を見やって「本当に安全なのか？」と叫んだと言われている。
処刑前、刑務所長はパーマーに罪を告白するように頼んだ。その結果、次のような言葉の応酬になった。
「クックはストリキニーネで死んだんじゃない」
「言い逃れをする時間ではない。クックを殺したのか、殺さなかったのか？」
「首席判事はストリキニーネで毒殺したと断定した」
パーマーは刑務所の礼拝堂の横、生石灰で満たされた墓に埋葬された。絞首刑の執行後、パーマーの母は「私の聖人なるビリーを吊るした」と述べたという。処刑後、ある新聞が次のように報じた。
パーマーを吊るしたロープは、ダンフリースシャー(Dumfriesshire)、ロックマーベン(Lochmaben)で1インチ5シリングで売られているという。売り手は、絞首刑執行人スミスが住むダドリー出身の男。この「興味深い遺品」は、すぐに買い手がつくという。そのロープはイングランドで広く売られているそうで、もちろん需要の増加に応じて紡がれている。。
一部の学者は、証拠が彼を有罪にするのに十分であったはずはなく、裁判官の判決は公正さを欠いていた、と信じている。1946年5月20日に、『The Sentinel』は、ロンドン南西部の元検死官の未亡人ミセス・E・スミスが見つけた、公判に含まれない最後の証拠を発表した。それはパーマーの筆跡で書かれたアヘンの処方箋であった。その裏面には、ストリキニーネとアヘンを10ペンス分購入した際の薬剤師による請求書が記されていた。

## 文化での言及
チャールズ・ディケンズの『荒涼館』（1853年）のインスペクター・バケット(Inspector Bucket)という架空の人物は、チャールズ・フレデリック・フィールド(Charles Frederick Field)に基づいていると言われている。彼は保険会社らのためにウォルター・パーマーの死亡を調査した警察官である。ディケンズは、パーマーを「オールド・ベーリーに立った史上最大の悪党」と呼んだ。
パーマーの蝋人形は、1857年から1979年まで、マダム・タッソーの蝋細工博物館の恐怖の部屋に展示されていた。
アントニー・トロロープの小説『Phineas Redux』（1873年）では、謀殺でPhineas Finnを擁護している弁護士らがこの事件をほのめかしている。彼らは、パーマーが誤って有罪判決を受けて絞首刑にされたこと、自分らの依頼人が同様の運命を避けるために犯罪当夜の彼の動きについてあまりに詳細に説明することを避けるべきであることを暗示している。
シャーロック・ホームズの短編小説「まだらの紐」（1892年）で、悪役医師グリムズビ・ロイロットについて話しているとき、ホームズはワトソンに「医者が悪事を行えば一流の犯罪者になる。パーマーとエドワード・ウィリアム・プリチャード(Edward William Pritchard)は、悪い医者の筆頭だ」と語った。
クックの検死でパーマーを巻き込んでいる事件は、ドロシー・L・セイヤーズの1928年の殺人ミステリー小説『ベローナ・クラブの不愉快な事件』で言及されている。この犠牲者の死後解剖をしている医師は、胃の内容物をジャーに移すとき言う――「...気をつけて！　もう終わりだ。ハッ！　ハッ！　それは　　近いものだった。パーマーを思い出す――そしてクックの胃――いつもとても面白い話だと思う、ハッ！　ハッ！..。」("...Look out! You'll have it over. Ha! ha! That was a near thing. Reminds me of Palmer, you know - and Cook's stomach - always think that a very funny story, ha! ha!...")
アルフレッド・ヒッチコックの1941年の映画『断崖』は、ブランデーの飲み過ぎで犠牲者の1人を殺した悪名高い殺人犯「リチャード・パーマー」の記憶を呼び起こす。リナ（ジョーン・フォンテイン）と彼女の村に住む殺人ミステリーの作者（オリオールリー）の間のシーンでは、相互の友人の死亡は、リチャード・パーマーによるこの現実の殺人の前例があると言われている。リナの夫（ケーリー・グラント）は、殺人のテクニックを研究するために書籍、『The Trial of Richard Palmer』を借りた疑いがある。
CBSラジオ・シリーズ『Crime Classics』の1953年10月7日のエピソード「"The Hangman and William Palmer, Who Won?"」で、俳優ジェー・ノベロ(Jay Novello)によってウィリアム・パーマーが演じられた。
ロバート・グレーブス(Robert Graves)の最後の歴史小説『They Hanged My Saintly Billy』（1957年）は、パーマーを擁護し、グレイブスのトレード・マーク「傷ついた、またはそしられた評判の再構築」("reconstruction of a damaged or maligned reputation")（p.xxv）を提供している。
1998年に公開された映画『The Life and Crimes of William Palmer』では、キース・アレン(Keith Allen)がパーマー役を演じた。
「あなたの毒は何ですか？」("What's your poison?")というあいさつは、これら出来事への言及であると考えられている。

## 文献
- Barker, G. F. R. (2004) "Shee, Sir William (1804–1868)", rev. Hugh Mooney, Oxford Dictionary of National Biography, Oxford University Press, accessed 24 July 2007 (要購読、またはイギリス公立図書館への会員加入)
- Bates, Stephen (2014) The Poisoner: The Life and Crimes of Victorian England's Most Notorious Doctor, Overlook, ISBN 978-1468309119
- Davenport-Hines, R. (2004) "Palmer, William [ the Rugeley Poisoner] (1824–1856)", Oxford Dictionary of National Biography, Oxford University Press, accessed 20 July 2007 (要購読、またはイギリス公立図書館への会員加入)
- Knott, G. H. (1912). The Trial of William Palmer (Notable English Trials ed.). Edinburgh: William Hodge & Co.
- The Trial of William Palmer for the Alleged Rugeley Poisonings. London: James Gilbert. (1856)
- McCormick, Ian. (Ed.) Antigua, Penny, Puce AND They Hanged My Saintly Billy. London Carcanet Press, 2003.
- Graves,Robert"They hanged my saintly Billy".Cassell and Co,London1957